# (85585) Mjolnir
(85585) Mjolnir – planetoida z grupy Apollo należąca do obiektów NEO i zaliczana do PHA, okrążająca Słońce w ciągu 1 roku i 175 dni w średniej odległości 1,3 j.a. Została odkryta 21 marca 1998 roku. Przed nadaniem nazwy planetoida nosiła oznaczenie tymczasowe (85585) 1998 FG2, obecna nazwa pochodzi od Mjølnera, młota bojowego boga Thora.